# Gaumont British Picture Corporation
La Gaumont British Picture Corporation era una casa di produzione cinematografica che nacque come costola britannica della Gaumont, la casa madre francese.

## Storia
La Gaumont comperò nel 1912 a Sheperds Bush i terreni per gli studi cinematografici e iniziò la produzione di film nel 1914.
Gli Ostrer, due fratelli di origine polacca, avevano rilevanti interessi finanziari nell'industria cinematografica. Nel 1922, Isidore Ostrer prese il controllo della Gaumont British, rendendola indipendente e totalmente britannica. A fine degli anni venti, la società - dopo una massiccia campagna acquisti - si trovò proprietaria di due compagnie di distribuzione, la W. and F. Films e l'Ideal Films e a capo di un circuito di 280 sale. Nel 1931, il produttore Michael Balcon, direttore di produzione della Gainsbourgh Pictures, viene nominato direttore anche della Gaumont.
La società venne acquisita nel 1941 dalla Rank Organization e assorbita da una delle sue controllate, cessando di operare come società indipendente.